# Qualificazioni al campionato mondiale femminile di calcio 2007 - UEFA
Questa voce raccoglie un approfondimento sulle gare di qualificazione organizzate dall'UEFA alla fase finale del campionato mondiale femminile di calcio 2007.

## Fase a gironi
Nella qualificazione UEFA per la Campionato mondiale femminile di calcio 2007, le 25 squadre appartenenti alla Prima Categoria sono state sorteggiate in cinque gironi, le cui vincitrici si sono qualificate per la fase finale. Le qualificazioni sono iniziate il 9 luglio 2005 e si sono concluse il 30 settembre 2006.

## Prima Categoria

### Gruppi

#### Gruppo 1
| Pos | Squadra             | Pt | G | V | N | P | GF | GS | DR  |
| --- | ------------------- | -- | - | - | - | - | -- | -- | --- |
| 1.  | Norvegia            | 22 | 8 | 7 | 1 | 0 | 22 | 3  | +19 |
| 2.  | Ucraina             | 16 | 8 | 5 | 1 | 2 | 20 | 11 | +9  |
| 3.  | Italia              | 15 | 8 | 5 | 0 | 3 | 25 | 6  | +19 |
| 4.  | Serbia e Montenegro | 6  | 8 | 2 | 0 | 6 | 6  | 27 | -21 |
| 5.  | Grecia              | 0  | 8 | 0 | 0 | 8 | 2  | 28 | -26 |

|                     | Grecia (bandiera) | Italia (bandiera) | Norvegia (bandiera) | Serbia e Montenegro (bandiera) | Ucraina (bandiera) |
| ------------------- | ----------------- | ----------------- | ------------------- | ------------------------------ | ------------------ |
| Grecia              |                   | 0 - 5             | 0 - 3               | 0 - 2                          | 1 - 3              |
| Italia              | 2 - 0             |                   | 1 - 2               | 6 - 0                          | 3 - 1              |
| Norvegia            | 4 - 0             | 1 - 0             |                     | 3 - 0                          | 4 - 1              |
| Serbia e Montenegro | 3 - 1             | 0 - 7             | 0 - 4               |                                | 0 - 4              |
| Ucraina             | 6 - 0             | 2 - 1             | 1 - 1               | 2 - 1                          |                    |

#### Gruppo 2
| Pos | Squadra     | Pt | G | V | N | P | GF | GS | DR  |
| --- | ----------- | -- | - | - | - | - | -- | -- | --- |
| 1.  | Svezia      | 22 | 8 | 7 | 1 | 0 | 32 | 6  | +26 |
| 2.  | Rep. Ceca   | 16 | 8 | 5 | 1 | 2 | 20 | 8  | +12 |
| 3.  | Islanda     | 13 | 8 | 4 | 1 | 3 | 18 | 12 | +6  |
| 4.  | Bielorussia | 7  | 8 | 2 | 1 | 5 | 6  | 23 | -17 |
| 5.  | Portogallo  | 0  | 8 | 0 | 0 | 8 | 4  | 31 | -27 |

|             | Bielorussia (bandiera) | Islanda (bandiera) | Portogallo (bandiera) | Rep. Ceca (bandiera) | Svezia (bandiera) |
| ----------- | ---------------------- | ------------------ | --------------------- | -------------------- | ----------------- |
| Bielorussia |                        | 1 - 2              | 3 - 2                 | 1 - 1                | 0 - 6             |
| Islanda     | 3 - 0                  |                    | 3 - 0                 | 2 - 4                | 0 - 4             |
| Portogallo  | 0 - 1                  | 0 - 6              |                       | 0 - 3                | 1 - 4             |
| Rep. Ceca   | 3 - 0                  | 1 - 0              | 6 - 0                 |                      | 2 - 3             |
| Svezia      | 6 - 0                  | 2 - 2              | 5 - 1                 | 2 - 0                |                   |

#### Gruppo 3
| Pos | Squadra   | Pt | G | V | N | P | GF | GS | DR  |
| --- | --------- | -- | - | - | - | - | -- | -- | --- |
| 1.  | Danimarca | 19 | 8 | 6 | 1 | 1 | 22 | 6  | +16 |
| 2.  | Finlandia | 16 | 8 | 5 | 1 | 2 | 16 | 5  | +11 |
| 3.  | Spagna    | 14 | 8 | 4 | 2 | 2 | 19 | 14 | +5  |
| 4.  | Polonia   | 9  | 8 | 3 | 0 | 5 | 14 | 29 | -15 |
| 5.  | Belgio    | 0  | 8 | 0 | 0 | 8 | 8  | 25 | -17 |

|           | Belgio (bandiera) | Danimarca (bandiera) | Finlandia (bandiera) | Polonia (bandiera) | Spagna (bandiera) |
| --------- | ----------------- | -------------------- | -------------------- | ------------------ | ----------------- |
| Belgio    |                   | 0 - 2                | 0 - 3                | 2 - 3              | 2 - 4             |
| Danimarca | 3 - 0             |                      | 1 - 0                | 3 - 1              | 5 - 0             |
| Finlandia | 3 - 0             | 2 - 1                |                      | 3 - 1              | 0 - 1             |
| Polonia   | 4 - 2             | 1 - 5                | 1 - 5                |                    | 3 - 2             |
| Spagna    | 3 - 2             | 2 - 2                | 0 - 0                | 7 - 0              |                   |

#### Gruppo 4
| Pos | Squadra  | Pt | G | V | N | P | GF | GS | DR  |
| --- | -------- | -- | - | - | - | - | -- | -- | --- |
| 1.  | Germania | 24 | 8 | 8 | 0 | 0 | 31 | 3  | +28 |
| 2.  | Russia   | 18 | 8 | 6 | 0 | 2 | 24 | 9  | +15 |
| 3.  | Scozia   | 8  | 8 | 2 | 2 | 4 | 4  | 20 | -16 |
| 4.  | Irlanda  | 4  | 8 | 1 | 1 | 6 | 3  | 15 | -12 |
| 5.  | Svizzera | 4  | 8 | 1 | 1 | 6 | 3  | 18 | -15 |

|          | Germania (bandiera) | Irlanda (bandiera) | Russia (bandiera) | Scozia (bandiera) | Svizzera (bandiera) |
| -------- | ------------------- | ------------------ | ----------------- | ----------------- | ------------------- |
| Germania |                     | 1 - 0              | 5 - 1             | 4 - 0             | 4 - 0               |
| Irlanda  | 0 - 3               |                    | 0 - 2             | 0 - 2             | 2 - 0               |
| Russia   | 2 - 3               | 5 - 1              |                   | 6 - 0             | 2 - 0               |
| Scozia   | 0 - 5               | 0 - 0              | 0 - 4             |                   | 1 - 0               |
| Svizzera | 0 - 6               | 2 - 0              | 0 - 2             | 1 - 1             |                     |

#### Gruppo 5
| Pos | Squadra     | Pt | G | V | N | P | GF | GS | DR  |
| --- | ----------- | -- | - | - | - | - | -- | -- | --- |
| 1.  | Inghilterra | 20 | 8 | 6 | 2 | 0 | 29 | 2  | +27 |
| 2.  | Francia     | 17 | 8 | 5 | 2 | 1 | 15 | 4  | +11 |
| 3.  | Paesi Bassi | 15 | 8 | 5 | 0 | 3 | 15 | 7  | +8  |
| 4.  | Austria     | 4  | 8 | 1 | 1 | 6 | 7  | 19 | -12 |
| 5.  | Ungheria    | 1  | 8 | 0 | 1 | 7 | 1  | 35 | -34 |

|             | Austria (bandiera) | Francia (bandiera) | Inghilterra (bandiera) | Paesi Bassi (bandiera) | Ungheria (bandiera) |
| ----------- | ------------------ | ------------------ | ---------------------- | ---------------------- | ------------------- |
| Austria     |                    | 1 - 3              | 1 - 4                  | 0 - 1                  | 1 - 1               |
| Francia     | 2 - 1              |                    | 1 - 1                  | 0 - 1                  | 2 - 0               |
| Inghilterra | 4 - 0              | 0 - 0              |                        | 4 - 0                  | 2 - 0               |
| Paesi Bassi | 4 - 0              | 0 - 2              | 0 - 1                  |                        | 4 - 0               |
| Ungheria    | 0 - 3              | 0 - 5              | 0 - 13                 | 0 - 5                  |                     |

## Seconda Categoria

### Gruppi

#### Gruppo 6
| Pos | Squadra              | Pt | G | V | N | P | GF | GS | DR  |
| --- | -------------------- | -- | - | - | - | - | -- | -- | --- |
| 1.  | Slovenia             | 18 | 6 | 6 | 0 | 0 | 23 | 6  | +17 |
| 2.  | Croazia              | 9  | 6 | 3 | 0 | 3 | 11 | 11 | 0   |
| 3.  | Bosnia ed Erzegovina | 7  | 6 | 2 | 1 | 3 | 5  | 12 | -7  |
| 4.  | Malta                | 1  | 6 | 0 | 1 | 5 | 4  | 14 | -10 |

|                      | Bosnia ed Erzegovina (bandiera) | Croazia (bandiera) | Malta (bandiera) | Slovenia (bandiera) |
| -------------------- | ------------------------------- | ------------------ | ---------------- | ------------------- |
| Bosnia ed Erzegovina |                                 | 2 - 1              | 1 - 0            | 1 - 6               |
| Croazia              | 2 - 0                           |                    | 1 - 0            | 3 - 5               |
| Malta                | 1 - 1                           | 1 - 4              |                  | 1 - 3               |
| Slovenia             | 2 - 0                           | 3 - 0              | 4 - 1            |                     |

#### Gruppo 7
| Pos | Squadra          | Pt | G | V | N | P | GF | GS | DR |
| --- | ---------------- | -- | - | - | - | - | -- | -- | -- |
| 1.  | Slovacchia       | 15 | 6 | 5 | 0 | 1 | 14 | 5  | +9 |
| 2.  | Romania          | 9  | 6 | 3 | 0 | 3 | 14 | 10 | +4 |
| 3.  | Irlanda del Nord | 7  | 6 | 2 | 1 | 3 | 7  | 11 | -4 |
| 4.  | Kazakistan       | 4  | 6 | 1 | 1 | 4 | 3  | 12 | -9 |

|                  | Irlanda del Nord (bandiera) | Kazakistan (bandiera) | Romania (bandiera) | Slovacchia (bandiera) |
| ---------------- | --------------------------- | --------------------- | ------------------ | --------------------- |
| Irlanda del Nord |                             | 1 - 0                 | 1 - 4              | 2 - 1                 |
| Kazakistan       | 1 - 1                       |                       | 1 - 0              | 0 - 4                 |
| Romania          | 3 - 2                       | 4 - 1                 |                    | 2 - 3                 |
| Slovacchia       | 2 - 0                       | 2 - 0                 | 2 - 1              |                       |

#### Gruppo 8
| Pos | Squadra  | Pt | G | V | N | P | GF | GS | DR  |
| --- | -------- | -- | - | - | - | - | -- | -- | --- |
| 1.  | Galles   | 14 | 6 | 4 | 2 | 0 | 17 | 2  | +15 |
| 2.  | Israele  | 13 | 6 | 4 | 1 | 1 | 11 | 6  | +5  |
| 3.  | Estonia  | 4  | 6 | 1 | 1 | 4 | 6  | 18 | -12 |
| 4.  | Moldavia | 3  | 6 | 1 | 0 | 5 | 5  | 13 | -8  |

|         | Estonia (bandiera) | Galles (bandiera) | Israele (bandiera) | Moldavia (bandiera) |
| ------- | ------------------ | ----------------- | ------------------ | ------------------- |
| Estonia |                    | 0 - 7             | 2 - 5              | 3 - 2               |
| Galles  | 0 - 0              |                   | 1 - 1              | 3 - 0               |
| Israele | 1 - 0              | 1 - 3             |                    | 2 - 0               |
| Moldova | 3 - 1              | 0 - 3             | 0 - 1              |                     |